# Konrad Johannesson
Konrad Jonasson "Konnie" Johannesson (10. srpna 1896, Glenboro, Manitoba – 25. října 1968, Winnipeg, Manitoba) byl kanadský reprezentační hokejový obránce.
S reprezentací Kanady získal jednu zlatou olympijskou medaili (1920).

## Úspěchy
- Allan Cup – 1920
- LOH – 1920